# Chutes-de-la-Chaudière (circonscription provinciale)
Pour les articles homonymes, voir Chaudière (homonymie).
Circonscription électorale provinciale du Canada
Chutes-de-la-Chaudière est une circonscription électorale québécoise, située dans la région de Chaudière-Appalaches.

## Historique
Précédée de : Beauce-Nord et Lévis
La circonscription de Chutes-de-la-Chaudière a été créée en 1988 à partir d'une portion de la circonscription de Beauce-Nord (12 818 électeurs) et de celle de Lévis (24 280 électeurs). Son territoire n'a par la suite été modifié que lors de la réforme de 2001, alors que son territoire a été diminué au profit de Beauce-Nord et de Lévis.

## Territoire et limites
La circonscription couvre une partie du territoire de la ville de Lévis dans la région de Chaudière-Appalaches, soit l'arrondissement Les Chutes-de-la-Chaudière-Ouest et une partie de l'arrondissement Les Chutes-de-la-Chaudière-Est. Elle s'étend sur 327,44 km2 et sa population était de 75 140 personnes en 2016.

## Liste des députés
| Législature                                              | Années       | Député        | Député                   | Parti               |
| -------------------------------------------------------- | ------------ | ------------- | ------------------------ | ------------------- |
| Chutes-de-la-Chaudière Créée depuis Beauce-Nord et Lévis |              |               |                          |                     |
| 34e                                                      | 1989–1994    |               | Denise Carrier-Perreault | Parti québécois     |
| 35e                                                      | 1994–1998    |               | Denise Carrier-Perreault | Parti québécois     |
| 36e                                                      | 1998–2003    |               | Denise Carrier-Perreault | Parti québécois     |
| 37e                                                      | 2003–2007    |               | Marc Picard              | Action démocratique |
| 38e                                                      | 2007–2008    |               | Marc Picard              | Action démocratique |
| 39e                                                      | 2008–2009    |               | Marc Picard              | Action démocratique |
| 39e                                                      | 2009–2011    |               | Marc Picard              | Indépendant         |
| 39e                                                      | 2011–2012    |               | Marc Picard              | Coalition avenir    |
| 40e                                                      | 2012–2014    |               | Marc Picard              | Coalition avenir    |
| 41e                                                      | 2014–2018    |               | Marc Picard              | Coalition avenir    |
| 42e                                                      | 2018–2022    |               | Marc Picard              | Coalition avenir    |
| 43e                                                      | 2022–présent | Martine Biron |                          | Coalition avenir    |

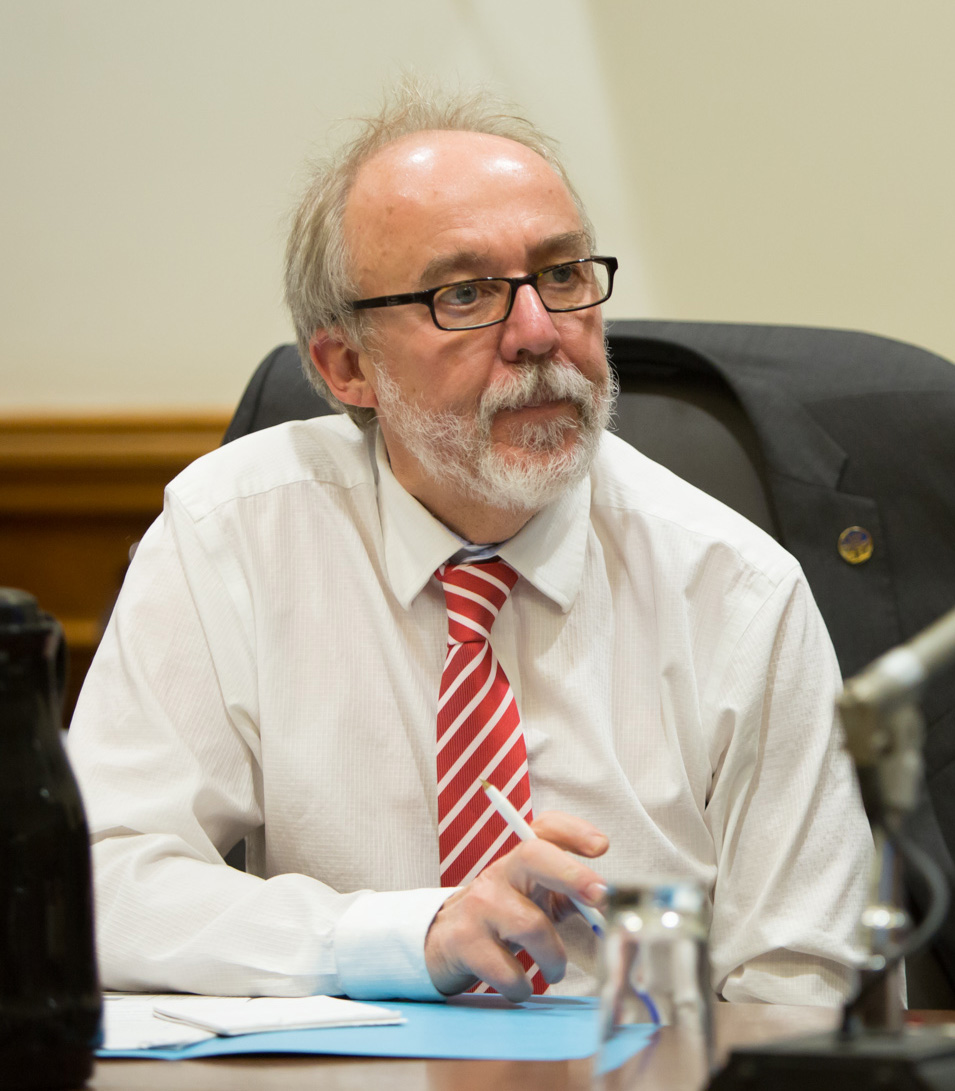
Marc Picard est député de Chutes-de-la-Chaudière de 2003 à 2022. Auparavant avec l'Action démocratique du Québec, il est par la suite avec la Coalition avenir Québec.

## Résultats électoraux
| |
| - Parti québécois - Parti libéral - Action démocratique (ancien) - Québec solidaire - Coalition avenir - Parti conservateur |

## Référendums
|  | Référendum                     | % du OUI | % du NON | Taux de participation |
|  | Accord de Charlottetown (1992) | 28,56 %  | 71,44 %  | 85,16 %               |
|  | Référendum de 1995             | 60,06 %  | 39,94 %  | 94,56 %               |